# Атанас Кирчев
Атанас Илиев Кирчев е български актьор.

## Биография
Роден е на 27 юни 1879 година в град Варна. Учи в Санкт Петербург и Берлин драматическо изкуство. В Петербург учител му е Владимир Давидов. Заедно с жена си Елена Снежина става един от основоположниците на Народен театър „Иван Вазов“. Играе и в театър „Сълза и смях“. Умира от туберкулоза по време на Балканската война.

## Роли
Сред по-известните му роли са на: Тетерев в „Еснафи“, лорд Горинг в „Идеалният мъж“, Дяволът в едноименната драма на Молнар, Свещеникът в „Младост“, Драгой в „Искам да живея“. Има дъщеря Олга Кирчева, която също е актриса.

## Памет
На Атанас Кирчев е наречена улица в кварталите „Красна поляна 2“, „Красна поляна 3“ и „Разсадник-Коньовица“ в София (Карта).